# Iwan Petriak
Iwan Jewhenowycz Petriak, ukr. Іван Євгенович Петряк (ur. 13 marca 1994 w Smile, w obwodzie czerkaskim) – ukraiński piłkarz, grający na pozycji obrońcy lub pomocnika.

## Kariera piłkarska

### Kariera klubowa
Wychowanek Szkół Piłkarskich DJuSSz-15 i KSDJuSzOR w Kijowie oraz klubów Kniaża Szczasływe i RWUFK Kijów, barwy których bronił w juniorskich mistrzostwach Ukrainy (DJuFL). 2 października 2011 rozpoczął karierę piłkarską w składzie Zorii Ługańsk. W lutym 2016 podpisał kontrakt z Szachtarem Donieck, ale pozostał w Zorii Ługańsk już na prawach wypożyczenia. 8 lipca 2018 został wypożyczony do Ferencvárosi TC. 17 maja 2019 ogłoszono o podpisaniu kontraktu z lokalnym rywalem Ferencvárosi klubem Fehérvár Székesfehérvár.

### Kariera reprezentacyjna
Występował w juniorskiej reprezentacji Ukrainy U-18. Od 2014 regularnie był powoływany do młodzieżowej reprezentacji Ukrainy. 24 marca 2016 debiutował w narodowej reprezentacji Ukrainy w wygranym 1:0 meczu z Cyprem.

## Sukcesy

### Sukcesy klubowe
Ferencvárosi TC
- mistrz Węgier: 2018/19